# Dzielnice Paryża

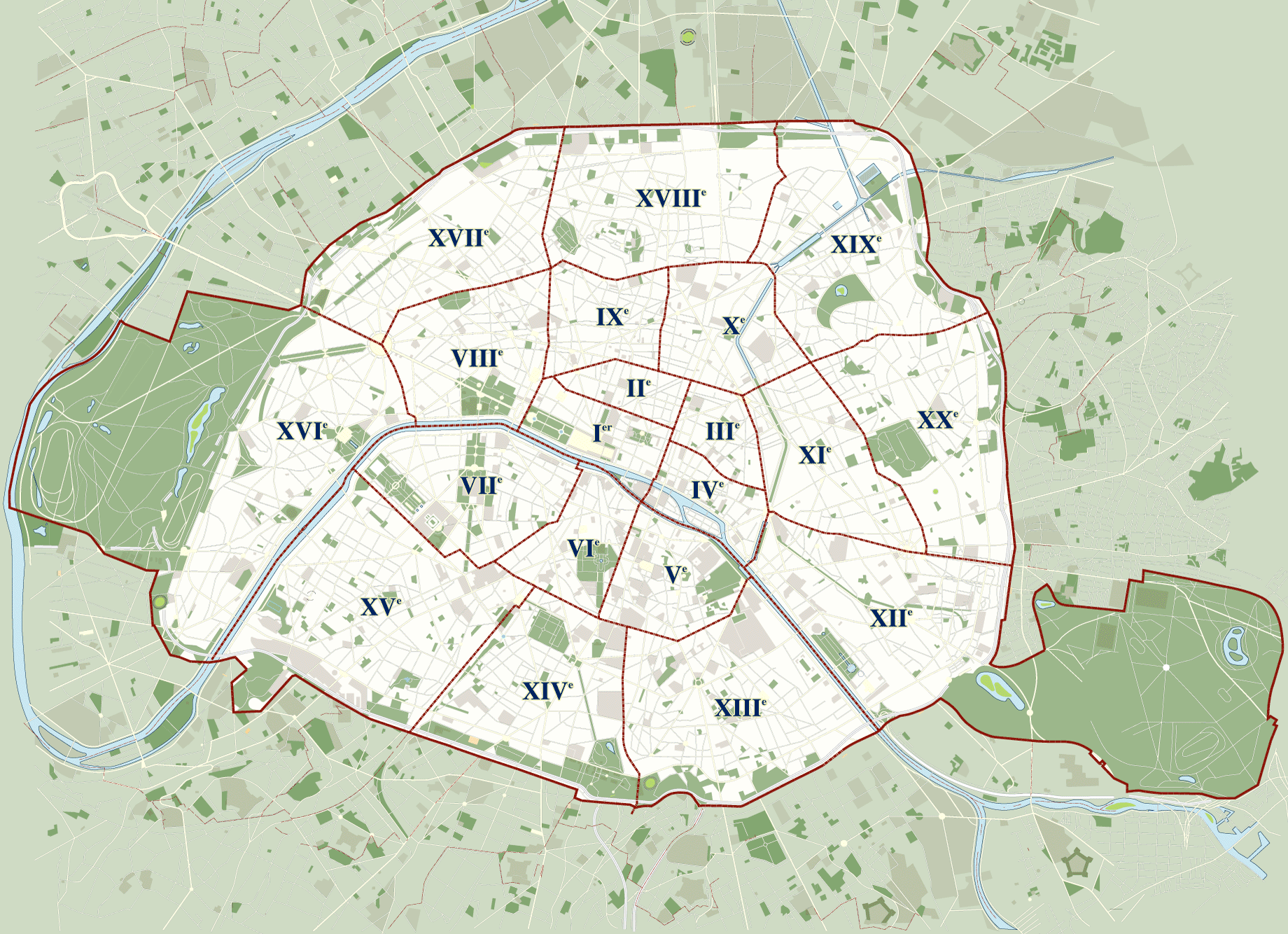
Plan dzielnic Paryża

Paryż jest podzielony na 20 okręgów miejskich (fr. arrondissement municipal). Częściej używa się jednak prostszej formy arrondissement - okręg, jednak nie należy jej mylić z okręgiem jako jednostką administracyjną, która dzieli na mniejsze części departamenty.
Liczbę „arrondissement” Paryża wskazują kody pocztowe (od 75001 do 75020). Każda z arrondissement jest podzielona na cztery dzielnice.

## Opis
20 okręgów paryskich jest ułożonych w prawoskrętną spiralę, mającą początek w centrum miasta, w prawobrzeżnej części miasta (Rive droite), nad Sekwaną. W podobny sposób podzielone są także Marsylia i Lyon. 
Użyte w poniższej tabeli skróty oznaczają położenie danego okręgu względem Sekwany (R - na prawo, L - na lewo). We Francji, jak można zauważyć na tabliczkach, nazwy okręgów często są zapisywane w liczbach rzymskich.
| Okręg | Nazwa               | Powierzchnia (km²) | Liczba ludności (marzec 1999) | Liczba ludności (lipiec 2005) | Gęstość zaludnienia (2005) (os./km²) |
| ----- | ------------------- | ------------------ | ----------------------------- | ----------------------------- | ------------------------------------ |
| 1. R  | Louvre              | 1,826              | 16 888                        | 17 700                        | 9693                                 |
| 2. R  | Bourse              | 0,992              | 19 585                        | 20 700                        | 20 867                               |
| 3. R  | Temple              | 1,171              | 34 248                        | 35 100                        | 29 974                               |
| 4. R  | Hôtel-de-Ville      | 1,601              | 30 675                        | 28 600                        | 17 864                               |
| 5. L  | Panthéon            | 2,541              | 58 849                        | 60 600                        | 23 849                               |
| 6. L  | Luxembourg          | 2,154              | 44 919                        | 45 200                        | 20 984                               |
| 7. L  | Palais-Bourbon      | 4,088              | 56 985                        | 55 400                        | 13 552                               |
| 8. R  | Élysée              | 3,881              | 39 314                        | 38 700                        | 9972                                 |
| 9. R  | Opéra               | 2,179              | 55 838                        | 58 500                        | 26 847                               |
| 10. R | Enclos-St-Laurent   | 2,892              | 89 612                        | 88 800                        | 30 705                               |
| 11. R | Popincourt          | 3,666              | 149 102                       | 152 500                       | 41 598                               |
| 12. R | Reuilly             | 16,324             | 136 591                       | 138 300                       | 8472                                 |
| 13. L | Gobelins            | 7,146              | 171 533                       | 181 300                       | 25 371                               |
| 14. L | Observatoire        | 5,621              | 132 844                       | 134 700                       | 23 964                               |
| 15. L | Vaugirard           | 8,502              | 225 362                       | 232 400                       | 27 335                               |
| 16. R | Passy               | 16,305             | 161 773                       | 149 500                       | 9169                                 |
| 17. R | Batignolles-Monceau | 5,669              | 160 860                       | 160 300                       | 28 277                               |
| 18. R | Butte-Montmartre    | 6,005              | 184 586                       | 188 700                       | 31 424                               |
| 19. R | Buttes-Chaumont     | 6,786              | 172 730                       | 187 200                       | 27 586                               |
| 20. R | Ménilmontant        | 5,984              | 182 952                       | 191 800                       | 32 052                               |

## Historia

Dzielnice Paryża przed 1860 rokiem na tle obecnych granic miasta

### Przed rokiem 1860
W dniu 11 października 1795, Paryż dzielił się na 12 dzielnic. Były ponumerowane z zachodu na wschód, numery 1-9 mieściły się na prawym wybrzeżu Sekwany, a numery 10-12 na lewym.

### Po roku 1860
1 stycznia 1860, Napoleon III Bonaparte przyłączył nowe tereny. Wcześniejsze 12 dzielnic musiało zostać ponownie podzielone, by wraz z nowymi terenami powstało 20 dzielnic.